# Wilhelm Luttermann

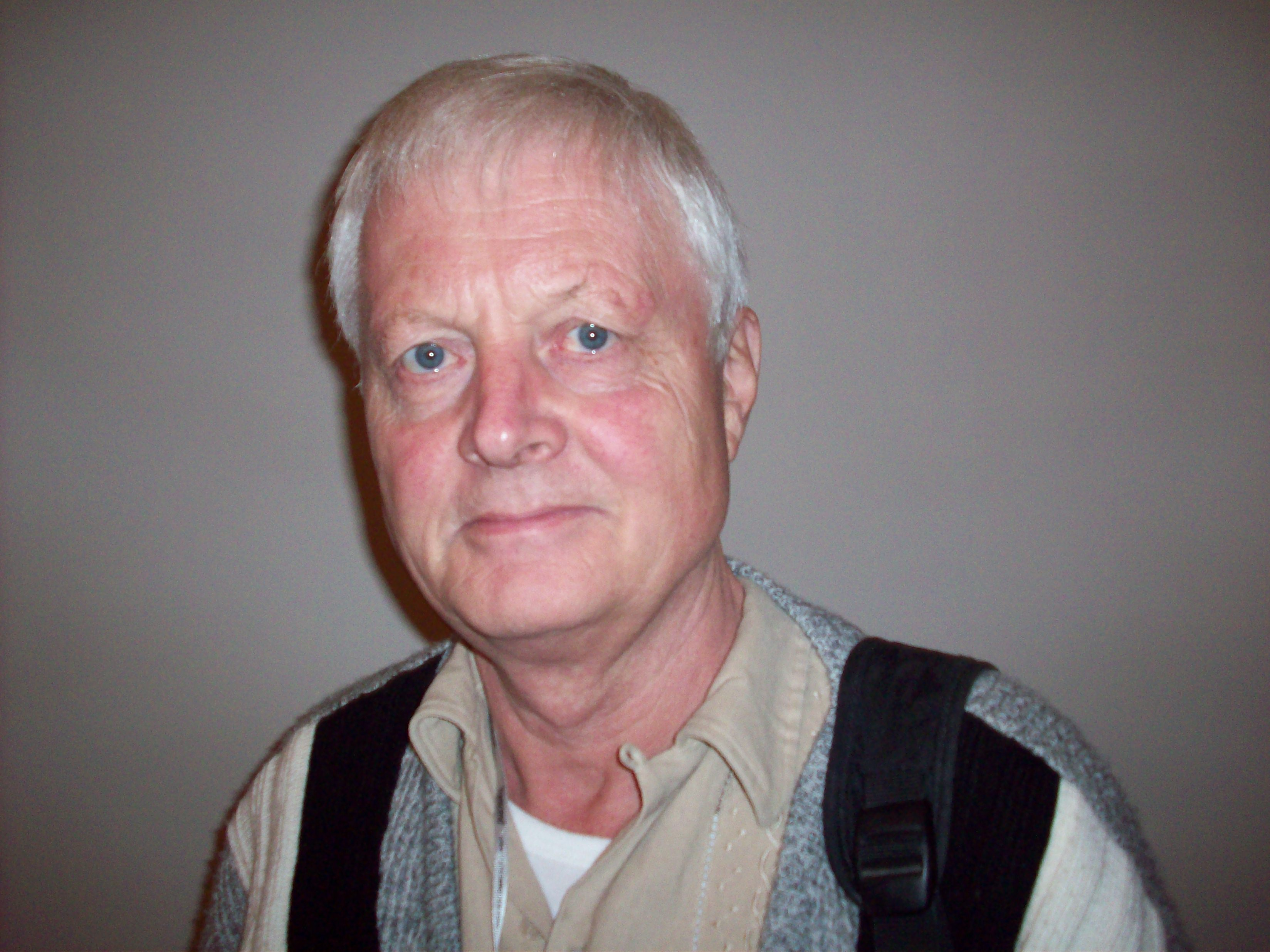
Wilhelm Luttermann (2008)

Wilhelm Luttermann (* 1936 in Offensen, eigentlich: Johann Heinrich Friedrich Wilhelm Luttermann, in Esperanto: Vilhelmo Lutermano) ist ein deutscher Esperantist, der aus dem Französischen und Deutschen in Esperanto übersetzt und in der linken Esperanto-Bewegung aktiv ist: Gründungsmitglied der Monda Asembleo Socia (MAS) und Mitglied der Sennacieca Asocio Tutmonda (SAT) sowie der internationalen kommunistischen Organisation Komunistoj. Er ist Chefredakteur der Esperanto-Ausgabe der französischen Monatszeitung Le Monde diplomatique (Le Monde diplomatique en Esperanto – eo.mondediplo.com).

## Name
Luttermanns Muttersprache ist Plattdeutsch; in dieser Sprache lautet sein Vorname Willem. Um die Vorfahren zu ehren, gaben ihm seine Eltern vier Vornamen: Johann, Heinrich, Friedrich und Wilhelm, von denen der letzte der Rufname ist. Da diese vier Vornamen und auch allein der Vorname Wilhelm ihm in verschiedenen Ländern sprachliche und orthografische Unannehmlichkeiten eingebracht haben, hat er sich den Künstlernamen Vilhelmo Lutermano zugelegt, der von den Esperantisten in aller Welt fehlerfrei gesprochen und geschrieben wird.

## Leben
Luttermann wurde 1936 in Offensen bei Celle (heute Ortsteil von Wienhausen) in Niedersachsen geboren. Nach vierjähriger Schulzeit in der einklassigen Zwergschule besuchte er in Celle zuerst die Hermann-Billung-Oberschule, dann das humanistische Gymnasium Ernestinum, wechselte dann zur Mittelschule für Knaben am Heiligen Kreuz und nach deren Abschluss an das Hermann-Billung-Gymnasium, wo er 1958 das Abitur ablegte. Er studierte Germanistik und Romanistik in Göttingen, Freiburg im Breisgau, Wien, München und an der Freien Universität in West-Berlin. Anschließend arbeitete er im Berliner Bezirk Neukölln als Studienrat für Deutsch und Französisch (sowie für Radsport und Stenografie).
Im Jahre 1970 trat er aus der SPD aus und wurde Mitglied der kommunistischen Sozialistischen Einheitspartei Berlin-West, der späteren Sozialistischen Einheitspartei Westberlins (SEW). Nach einer Rede als Delegierter auf dem SEW-Parteitag bekam er einen Berufsverbots-Prozess. Dieses Verfahren dauerte sieben Jahre und endete im Oktober 1981 mit seinem Freispruch.
Er wohnte von 1990 bis 2002 in Südfrankreich und ab 1998 in Kuba mit seiner Ehefrau María Julia Cárdenas Cápiro und den Kindern Marla und Karlo.
Nach Jahrzehnten seiner Aktivität gegen Esperanto änderte er seine Einstellung durch eine Sendung im französischen Radio und lernte die Sprache Esperanto ab September 1988 (Lehrbuch für Deutsche: Tesi la testudo). Fast gleichzeitig ereilte ihn ein schwerer Unfall, der ihm seine berufliche Arbeit unmöglich machte. Seitdem widmet er sich Übersetzungen, zuerst deutscher Literatur, sodann aus dem Französischen und, ab 2002, der Monatszeitung Le Monde diplomatique en Esperanto.

## Übersetzungen

### Übersetzungen aus deutscher Literatur
- Bertolt Brecht (Berto Breĥto): Historioj pri sinjoro Kojno (Geschichten vom Herrn Keuner), MAS, 2011, ISBN 978-2-918300-62-5.
- Bertolt Brecht (Berto Breĥto): Me-Ti, libro de turnoj (Me-Ti, Buch der Wendungen), MAS, 2012, ISBN 978-2-918300-74-8.
- Hans Magnus Enzensberger (Hans' Magno Encensbergo): Defendo de la lupoj kontraux la sxafidoj. Poemoj (Verteidigung der Wölfe gegen die Lämmer, Gedichte). MAS, 2012, ISBN 978-2-918300-75-5.
- Arthur Schnitzler (Arturo Ŝniclo): Rondo (Der Reigen) kaj La fianĉino (Die Braut), kun eseo pri verkoj de Ŝniclo de (mit einem Aufsatz zu den Werken von Schnitzler von) Hartmut Scheible. MAS, 2007, ISBN 978-2-9529537-2-6.
- Elmar Getto: Brazilo transe de piedpilko kaj sambo. (Brasilien jenseits von Fußball und Samba. Aus dem Deutschen von Wilhelm Luttermann). MAS, 2011, ISBN 978-2-918300-60-1.
- Franz Kafka (Franco Kafko): Letero al la patro. Kun akompanaj tekstoj kaj postparolo de Michael Müller (Franz Kafka: Brief an den Vater). MAS, 2012, ISBN 978-2-918300-83-0.
- Bartolomeo Laskaso: Konciza raporto pri la detruado de Indio, kun Hans' Magno Encensbergo: Retrorigardo en la estontecon. (Kurzgefaßter Bericht von der Verwüstung der Westindischen Länder mit Hans Magnus Enzenzberger: Rückblick in die Zukunft. Aus dem Spanischen von Ludoviko Serrano Pérez und aus dem Deutschen von Vilhelmo Lutermano), Monda Asembleo Socia (MAS), 2013, ISBN 978-2-918300-66-3.

Luttermann übersetzte einige Werke von Karl Marx (Karlo Markso) und Friedrich Engels (Frederiko Engelso):
- Karlo Markso: La interna milito en Francio (Pariza Komunumo 1871)  (Der Bürgerkrieg in Frankreich – Die Pariza Kommune), Mondial, New York;
- Karlo Markso: Salajro, prezo kaj profito (prelego pri bazaj ekonomiaj fenomenoj antaux internaciaj delegitoj de la laborista movado) (Lohn, Preis und Profit), MAS, 2007, ISBN 978-2-9529537-1-9.
- Karlo Markso: Markso hodiaux -- Nerefuteblaj citaĵoj (Marx heute – Unwiderlegbare Zitate) MAS, 2008, ISBN 978-2-9529537-8-8.
- Karlo Markso: Dunglaboro kaj kapitalo (Karl Marx: Lohnarbeit und Kapital), MAS, 2009, ISBN 978-2-918300-00-7.
- Karlo Markso: Pri liberkomerco, kun antauparolo de Frederiko Engelso (Über den Freihandel, mit Vorwort von Friedrich Engels), MAS, 2009, ISBN 978-2-918300-02-1.
- Karlo Markso: Kritiko de la Gotaa Programo, kun antauparolo de Frederiko Engelso (Kritik des Gothaer Programms, mit Vorwort von Friedrich Engels), MAS, 2009, ISBN 978-2-918300-03-8 (2-a eld.: ISBN 978-2-918300-21-2)
- Karlo Markso: La mizero de la filozofio, respondo al J. B. Prudono: „La filozofio de la mizero“; kun antauxparoloj de Frederiko Engelso; Pri J. B. Prudono (Das Elend der Philosophie, Antwort an J. B. Proudhon: „Die Philosophie des Elends“; mit Vorwort von Friedrich Engels; Über J. B. Proudhon). MAS, 2009, ISBN 978-2-918300-08-3.
- Karlo Markso/Frederiko Engelso: Tezoj pri Fojerbaĥo; Principoj de komunismo kaj aliaj verketoj (Thesen zu Feuerbach; Grundsätze des Kommunismus und andere Schriften), MAS, 2010, ISBN 978-2-918300-17-5.
- Karlo Markso: Respondo al V.I. Sasuliĉ, kun Klaus Gietinger: La miskompreno (Antwort an V. I. Sasulitsch, mit Klaus Gietinger: Das Missverständnis), MAS, 2011, ISBN 978-2-918300-71-7.
- Frederiko Engelso: La origino de la familio, de la privata proprieto kaj de la stato (Der Ursprung der Familie, des Privateigentums und des Staates), MAS, 2010, ISBN 978-2-918300-16-8.
- Karlo Markso: La kapitalo. Volumo I, Kritiko de la politika ekonomio. Libro I: La produktadprocezo de la kapitalo (Karl Marx: Das Kapital. Band I, Kritik der politischen Ökonomie. Buch I: Der Produktionsprozess des Kapitals), MAS, 2011, ISBN 978-2-918300-59-5.
- Frederiko Engelso: Ludoviko Fojerbahxo kaj la fino de la klasika germana filozofio (Ludwig Feuerbach und der Ausgang der klassischen deutschen Philosophie), MAS, 2011, ISBN 978-2-918300-48-9.
- Frederiko Engelso: La evoluo de la socialismo de utopio al scienco (Die Entwicklung des Sozialismus von der Utopie zur Wissenschaft), MAS, 2012, ISBN 978-2-918300-65-6.
- Frederiko Engelso: Enkonduko al Karlo Markso: Klasbataloj en Francio 1848 gxis 1850 (1895) (Einführung zu Karl Marx: Klassenkämpfe in Frankreich 1848 bis 1850 [1895]), MAS, 2013, ISBN 978-2-918300-89-2.
- Karlo Markso kaj Frederiko Engelso: Manifesto de la Komunista Partio, kun enkonduko de Eric Hobsbawm (Karl Marx und Friedrich Engels: Manifest der Kommunistischen Partei, mit Einführung von Eric Hobsbawm), MAS, 2014, ISBN 978-2-918300-91-5.
- Frederiko Engelso: La libro de Revelacio (La apokalipso de Johano) (Friedrich Engels: Das Buch der Offenbarung [Die Apokalypse des Johannes]). MAS, 2014, ISBN 978-2-918300-97-7.
- Frederiko Engelso: Pri la loĝejproblemo (Zum Wohnungsproblem). MAS, 2014, ISBN 978-2-918300-98-4.

Weitere Autoren aus der marxistischen Literatur:
- Georgi Dimitroff (Georgo Dimitrofo): Raporto al la 7-a Kongreso de la Komunista Internacio; Harald Neubert: La Kominterno en la 1930-aj jaroj kaj la koncepto de unueco; kun enkonduko de Günter Judick (Bericht an den 7. Kongress der Kommunistischen Internationale), MAS, 2011, ISBN 978-2-918300-49-6.
- Frederiko Engelso en aktualaj diskutoj. Werner Seppmann: Privilegia loko por rigardi en la laborejon de la marksisma pensado. Notoj pri la korespondado inter Markso kaj Engelso; Erwin Marquit: Engelso kaj logikaj kontrauxdiroj; Karl Hermann Tjaden: Kial ne estigxis vera engelsismo (Friedrich Engels in aktuellen Diskussionen. Werner Seppmann: Ein privilegierter Platz um in das Labor des Marx'schen Denkens zu blicken. Notizen zur Korrespondenz zwischen Marx und Engels; Erwin Marquit: Engels und logische Widerspruch; Karl Hermann Tjaden: Warum kein wirklicher Engelsismus entstand), MAS, 2011, ISBN 978-2-918300-50-2.
- W. I. Lenin (V. I. Lenino): Tri fontoj kaj tri partoj de la marksismo; Anarĥiismo kaj socialismo; Pri la slogano de Unuiĝintaj Ŝtatoj de Euxropo; La oportunismo kaj la kolapso de la 2-a internacio; La diferencoj en la europa laborista movado; Antauxparolo al la broŝuro de N. Buĥarin: „Mondekonomio kaj imperiismo“ (Drei Quellen und drei Teile des Marxismus; Anarchismus und Sozialismus; Über die Losung der Vereinigten Staaten von Europa; Vorwort zur Broschüre von N. Bucharin: „Weltwirtschaft und Imperialismus“), MAS, 2011, ISBN 978-2-918300-53-3.
- Dauxrigo de la Manifesto, Moderna poziciigxo de komunista partio, La programo de la Germana Komunista Partio DKP, kun antauxparolo de Helmut Dunkhase („Fortsetzung des Manifestes, Moderne Stellungnahme einer kommunistischen Partei, Das Programm der Deutschen Kommunistischen Partei DKP“, mit einem Vorwort von Helmut Dunkhase), MAS, 2011, ISBN 978-2-918300-54-0.
- Werner Seppmann: La malkonfesata klaso.. Pri la laborista klaso hodiaux (Die verleugnete Klasse). MAS, 2011, ISBN 978-2-918300-57-1.
- Robert Steigerwald (Roberto Ŝtejgervaldo): Sen laborista klaso okazas nenio esenca, sed sole kun gxi – ankaux ne; Werner Seppmann: Remalkovro de la klasoj (Ohne Arbeiterklasse geschieht nichts Wesentliches, aber allein ohne sie – auch nichts; Werner Seppmann: Wiederentdeckung der Klassen), MAS, 2011, ISBN 978-2-918300-58-8.
- Alfredo Bauer: Kritika historio de la judoj, vol. 1 (Kritische Geschichte der Juden, Band 1), MAS, ISBN 978-2-918300-64-9.
- Georg Fülberth (Georgo Fulberto): „La kapitalo“ koncize. Kun recenzo de Lucas Zeise („Das Kapital“ kompakt), MAS, 2012, ISBN 978-2-918300-72-4.
- Rolf Lotter (Rolfo Lotero): Cxu evolucio aux kreado? (Evolution oder Schöpfung?), MAS, 2012, ISBN 978-2-918300-81-6.
- Libereco kiel privilegio. Kontrauxhistorio de la liberalismo (Freiheit als Privileg. Eine Gegengeschichte des Liberalismus). MAS, 2012, ISBN 978-2-918300-82-3.
- Lothar Peter: Postmoderna maldekstra radikalismo – cxu vojo al nova estonteco? (Postmoderer linker Radikalismus ‒ Weg in eine neue Zukunft?) MAS, 2013, ISBN 978-2-918300-85-4.
- Domenico Losurdo (Domeniko Losurdo): Hegelo, Markso kaj la Ontologio de la socia esto (en: Ontologio kaj fremdigxo nuntempe ...(Hegel, Marx und die Ontologie des gesellschaftlichen Seins), MAS, 2013, ISBN 978-2-918300-86-1)
- Claudius Vellay: Fremdigxo el la vidpunkto de la ontologio de Lukacxo. Materiisma etiko cxi-flanke de religio kaj kredo (Verfremdung aus der Sicht der Lucasc'schen Ontologie. Materialistische Ethik diesseits von Religion und Glauben). MAS, 2013, ISBN 978-2-918300-86-1)
- Robert Steigerwald (Roberto Sxtejgervaldo): Postmoderno estas nova melodio al malnova teksto (Postmoderne – neue Melodie zu altem Text). MAS, 2013, ISBN 978-2-918300-87-8.
- Heinz Dieterich: Transiroj al la socialismo de la 21-a jarcento (Übergänge in den Sozialismus des 21. Jahrhunderts), MAS, ISBN 978-2-918300-88-5.
- Jean-Guy Allard: Teroristoj de Usono kontraux Latinameriko. Artikoloj tradukitaj de Norberto Díaz Guevara kaj ceteraj MAS-anoj (Terroristen der USA gegen Lateinamerika. Artikel übersetzt von Norberto Díaz Guevara und weiteren Mitgliedern von MAS), MAS, 2013, ISBN 978-2-918300-78-6 (teilweise übersetzt von Wilhelm Luttermann)
- V. Adoratskij: Kio estas marksismo kaj leninismo. El la rusa lingvo tradukis F. Robicxek, lingve kontrolis Ernesto Drezen. Reeldono de la verko aperinta cxe EKRELO laux vortrekona skanado de la Universala Esperanto-Asocio (UEA) fare de Roy McCoy, redaktita de Vilhelmo Lutermano (Was ist Marxismus und Leninismus. Aus dem Russischen übersetzt von F. Robiĉek, sprachlich gegengelesen von Ernst Dresen. Neuausgabe bei EKRELO […], editiert von Wilhelm Luttermann), MAS, 2013, ISBN 978-2-918300-92-2.
- Lenin (Lenino): Pri religio. Du artikoloj. Socialismo kaj religio, trad. M. Lapin kaj G. Demidjuk; Pri rilato de laborista partio al religio, trad. G. Demidjuk  Über Religion. Zwei Artikel. Sozialismus und Religion, übers. von M. Lapin und G. Demidjuk; Über die Beziehung der Arbeiterpartei zur Religion, übers. v. G. Demidjuk; edit. von Wilhelm Luttermann, MAS 2013, ISBN 978-2-918300-96-0.
- Instituto Markso-Engelso-Lenino: La instruo de Karlo Markso. El la rusa lingvo tradukis P. Gavrilov, N. Incertov, V. Polakov, E. Sxvedova. Lingve kontrolis V. Polakov. EKRELO, Amsterdamo, 1933. (Marx-Engels-Lenin-Institut: Die Lehre von Karl Marx. Aus der russischen Sprache übersetzt von P. Gavrilov, N. Incertov, V. Polakov, E. Ŝvedova. Sprachlich gegengelesen von V. Polakov. EKRELO, Amsterdam, 1933. Neuausgabe bei MAS nach Einscannen bei der Universala Esperanto-Asocio (UEA) von Roy McCoy, ed. Wilhelm Luttermann), MAS, 2014, ISBN 978-2-918300-93-9.
- Karl Radek (Karlo Radeko): Kapitalisma sklaveco kaj socialisma labor-organizo, EKRELO, Lepsiko, 1931  Kapitalistisches Sklaventum und sozialistische Arbeitsorganisation, EKRELO, Leipzig, 1931, Neuausgabe bei MAS, nach Scannen durch die Universala Esperanto-Asocio (UEA) von Roy McCoj, ed. Wilhelm Luttermann, MAS, 2014, ISBN 978-2-918300-94-6.
- Historio estas farata. Kontribuaĵoj al la materiisma koncepto de historio. Georg Fülberth: La invento de la meztavolo; Lucas Zeise: Pri la homo oeconomicus, pri la ekonomio kaj pri la laboro; Hans-Peter Brenner: La rilato inter homo kaj naturo. (Geschichte wird gemacht. Beiträge zur materialistischen Auffassung von Geschichte. Georg Fülberth: Die Erfindung der Mittelschicht; Lucas Zeise: Über den homo oeconomicus, über Wirtschaft und über die Arbeit; Hans-Peter Brenner: Die Beziehung zwischen Mensch und Natur), Monda Asembleo Socia (MAS), 2014, ISBN 978-2-36960-001-5.
- Thomas Metscher: Lingvo kiel praktika mondkonscio. Rimarkoj pri la marksa kaj engelsa lingvokoncepto kaj pri ĝiaj sekvoj; Roberto Ŝtejgervaldo: Tutsimple marksismo (recenzo); Thomas Metscher: Breĥto kaj la alta arto de simpleco (Thomas Metscher: Sprache als praktisches Weltbewusstsein. Bemerkungen zum Marx'schen und Engels'schen Sprachkonzept und zu dessen Folgen; Robert Steigerwald: Ganz einfach Marxismus (Buchbesprechung); Thomas Metscher: Brecht und die hohe Kunst der Einfachheit). Aus dem Deutschen von Vilhelmo Lutermano, Monda Asembleo Socia (MAS), 2014, ISBN 978-2-36960-000-8.
- Milito kaj paco. Berto Breĥto: La memoro de la homaro; Andrew Murray: Milito kaj kontraŭstaro al milito; Erhard Crome: Ĉu jarcento pacifika? Bernd Müller: Du strategioj de la ekspansio orienten; Hermann Kopp: Recenzo de la libro de Peter Strutynski pri senpilotaj flugmaŝinoj por batalo (sepavoj); Thomas Metscher: „Malbenita estu la milito“. Politika poezio ‒ pensadoj pri disputata nocio; 15 jaroj NATO-agreso kontraŭ la Federacia Respubliko Jugoslavio; Werner Ruf: La ĝihadisma internacio. Ĉu variaĵo de privata milita entreprenismo?;Andreas Wehr: Pri la aktualeco de la imperiismo-demando. (Krieg und Frieden. Bertolt Brecht: Die Erinnerung der Menschheit; Andrew Murray: Krieg und Widerstand zum Krieg; Erhard Crome: Ein pazifisches Jahrhundert? Bernd Müller: Zwei Strategien der Ostexpansion; Hermann Kopp: Besprechung des Buchs von Peter Strutynski über Kampfdrohnen; Thomas Metscher: „Verflucht sei der Krieg“. Politische Dichtung ‒ Nachdenken über einen umstrittenen Begriff; 15 Jahre NATO-Angriff gegen die Bundesrepublik Jugoslawien; Werner Ruf: Die ghihadistische Internationale. Eine Variante des privaten Kriegsunternehmertums? Andreas Wehr: Über die Aktualität der Imperialismus-Frage). Aus dem Deutschen von Vilhelmo Lutermano, MAS, 2014, ISBN 978-2-36960-002-2.

### Übersetzungen aus dem Französischen
- Catherine Millet: La seksa vivo de K.M. (Das sexuelle Leben von C.M.) 1. Kapitel

### Gemeinsame Übersetzung aus dem Spanischen
- Ignacio Ramonet: La eksplodo de la ĵurnalismo (Die Explosion des Journalismus). De la amaskomunikiloj al la amaso de komunikiloj. Übersetzt von María Julia Cárdenas Cápiro und Vilhelmo Lutermano. Monda Asembleo Socia (MAS), 2013, ISBN 978-2-918300-95-3.